# Ławszowa (stacja kolejowa)
Ławszowa – zamknięta stacja kolejowa w Ławszowej na linii kolejowej nr 283 Jelenia Góra – Żagań, w województwie dolnośląskim.